# 국민파

1936년부터 1938년까지의 스페인 국기.

1938년부터 1945년까지의 스페인 국기.

국민파(스페인어: Bando nacional) 또는 반란파(스페인어: Bando sublevado)는 1936년부터 1939년까지 스페인 내전의 주요 파벌이었다. 스페인 제2공화국과 공화파에 대항하였으며 1936년 7월 스페인 쿠데타를 지지한 팔랑헤당, 스페인 자치우익연합, 스페인 혁신을 비롯해 당시 양대 왕정복고 세력이던 알폰소주의자와 카를로스파 등, 마누엘 아사냐를 축출하려 했던 다양한 우익 정치 집단으로 구성되었다. 1937년, 모든 집단들은 스페인 통합 명령에 의해 통합 팔랑헤당으로 일원화되었다. 1936년 쿠데타의 참여자였던 프란시스코 프랑코 장군은 파벌의 초기 지도자들이 사망한 후 나머지 대부분의 전쟁 기간 동안 국민파를 이끌며 1975년까지 이어질 스페인의 독재자로 부상했다.
국민파 또는 국민전선(스페인어: nacionales)이라는 용어는 1936년 7월 24일 프란시스코 아란츠 대위가 이끄는 비밀스러운 스페인 대표단의 방문 후 스페인 반란군에 대한 나치 독일의 지원을 정당화하기 위해 요제프 괴벨스가 만든 용어이다. 로마 가톨릭 살라망카 감독관구의 엔히크 플라 이 데니엘 주교로부터 이미 '크루세이드'이라고 자칭한 반란파의 지도자들은, 자신들의 선거 운동에도 크루세이드라는 용어를 사용했고, 이를 마음에 들어했다.
일부 저자들은 국민파이라는 용어를 그 파벌의 선전과 관련된 로호스(스페인어: rojos, →적색 분자)라는 용어로 간주하고 있다. 내전 내내 '국민파'라는 용어는 반란파의 구성원과 지지자들에 의해 주로 사용되었고, 반대파들은 파시스타(스페인어: fascistas, →파시스트) 또는 파시오스(스페인어: facciosos, →종파주의자)라는 용어를 사용하여 이 파벌를 불렀다.

## 소속
군사 반란은 스페인 내부와 국제 모두에서 광범위한 지지를 받았다. 스페인에서 프랑코주의는 주로 보수적인 상류층, 진보적인 전문가, 종교 단체, 토지 소유 농부들에 의해 지지를 받았다. 카스티야라비에하를 비롯해 라리오하, 나바라, 알라바, 아라곤의 사라고사 인근 지역, 갈리시아의 대부분 지역, 아르테마두라의 카세레스 일부, 그리고 시골과 지방 등 진보적인 정치운동이 거의 영향을 끼치지 않았던 농촌지역에 주로 기반을 두고 있었다. 지역 사회는 여전히 고대의 전통적인 패턴을 따랐고, 여전히 현대적인 생각의 영향을 받지 않았다.

### 정치집단
정치적으로 이 파벌은 보수적인 CEDA와 알레한드로 레루스의 급진주의자(자유주의자), 그리고 팔랑헤주의자, 가톨릭교도, 그리고 농업학자와 카를로스주의자와 같은 친군주주의 운동들의 반대 이념들을 지지하는 다양한 정당들과 단체들로 구성되어 있었다.

## 주해
1. ↑  국민파(국민주의파)라는 용어는 영어 매체에서 가장 많이 사용되는 용어인 반면, 스페인에서는 국민전선파(스페인어: nacionales)로 쓰인다. 국민주의자 내지 민족주의자(스페인어: nacionalista는 바스크 국민주의나 카탈루냐 국민주의에 나타난다. 내전 중 이들 대다수는 오히려 공화파에 동조했다.